# Xã Gum Log, Quận Pope, Arkansas
Xã Gum Log (tiếng Anh: Gum Log Township) là một xã thuộc quận Pope, tiểu bang Arkansas, Hoa Kỳ. Năm 2010, dân số của xã này là 1.717 người.